# جاب استریت
جاب استریت (انگلیسی: JobStreet) شرکت فناوری اطلاعات مالزیایی است، که در سال ۱۹۹۷ تأسیس شد.